# 振东区
振东区，中华人民共和国旧区名。1950年设振东街道办事处，1981年置区。在今海南省海口市市区东部。1990年博爱区并入，升为市辖县级区。2002年撤销，改置美兰区。